# リクルートメディカルキャリア
株式会社リクルートメディカルキャリア（RECRUIT MEDICAL CAREER Co.,Ltd.）はリクルートグループの医療分野に特化した人材採用支援事業を行っている。1979年9月に医師により創業されて以来、順調に成長を続け、2006年7月にM&Aによりリクルートグループの一員企業となる。2014年10月に株式会社リクルートドクターズキャリアから現名に変更。
2020年3月には、看護師事業のナースフルを終了
2023年2月には、薬剤師のための業務支援アプリ『ヤクチエ』シリーズを事業譲渡している。

## 沿革
- 1979年9月 - 株式会社日本医療情報センター（JAMIC）設立。
- 1980年11月 - ドクター紹介部門を開設。有料職業紹介事業の許可を得て、医師人材紹介事業を開始。
- 1981年2月 - 月刊誌「JAMIC JOURNAL」創刊。
- 1985年1月 - 医師採用メンバーシップサービス（現：MHRクラブ）開始。
- 2006年7月 - 株式会社リクルートの100%持株会社となる。
- 2007年10月 - 社名を株式会社日本医療情報センターから、株式会社リクルートドクターズキャリアに変更。
- 2009年5月 - 看護師転職支援サービス「リクルートナースバンク（現：サービスブランド『ナースフル』）」をスタート。
- 2011年2月 - 薬剤師転職支援サービス「薬剤師求人バンク（現：サービスブランド『リクナビ薬剤師』）」をスタート。
- 2014年10月 - 社名を株式会社リクルートドクターズキャリアから、株式会社リクルートメディカルキャリアに変更。